# Venskabsforeningen Danmark - Den Demokratiske Folkerepublik Korea
Venskabsforeningen Danmark – Den Demokratiske Folkerepublik Korea er en dansk venskabsforening stiftet i 1968, med formål at udbrede kendskabet til Den Demokratiske Folkerepublik Korea (også kaldet Nordkorea). Foreningen er anerkendt af det nordkoreanske styre og den tidligere formand Anders Kristensen har modtaget en officiel pris i Nordkorea for foreningens venskabsarbejde.

## Om foreningen
Foreningen blev stiftet i 1968 af skatterevisor Christen Amby, og har ifølge egne vedtægter til formål at arbejde for:
- Udbredelse af kendskabet til Den Demokratiske Folkerepublik Korea.
- Fremme af solidariteten med hele det koreanske folks kamp for en uafhængig og fredelig genforening af Korea
- Fremme af at den koreanske halvø omdannes til en atomvåbenfri fredszone, samt en varig sikring af freden i Korea.
- Fremme af støtte til snarest mulig indgåelse af en fredsaftale i Korea til erstatning for våbenhvileaftalen fra 1953.
- Fremme af støtte til kravet om tilbagetrækning af alle fremmede militære tropper i hele Korea
- Udvikling af de politiske, økonomiske, videnskabelige og kulturelle forbindelser mellem Danmark og Den Demokratiske Folkerepublik Korea.

Nikolai Aamand har siden november 2021 været formand for Venskabsforeningen. Han afløste Anders Kristensen, der var formand fra 1982 til 2021. 
Foreningen arbejder hovedsageligt for sine formål gennem rejsearrangementer, udgivelse af bøger og pjecer samt udstillinger, foredrag og offentlige møder. Desuden har den været med til at organisere flere demonstrationer, fx ved Stop Bush demonstrationen i København i forbindelse med præsident Bushs besøg 6. juli 2005.
I foråret 2006 opstod der splittelse i et initiativ der hvert år afholder et 1. maj arrangement i København på Blågårds Plads, fordi nogle af de tilknyttede organisationer ønskede venskabsforeningen smidt ud af initiativet. Organisationen deltager hvert år i 1. maj arrangementet i Fælledparken.
Foreningen har i nyere tid arbejdet på medieplatformen Facebook, hvor der postes ugentlige nyheder fra Korea samt nyheder om foreningens arbejde. 